# Atabirio
En la mitología griega Atabirio era el dios más antiguo de los rodios, personificación del sol. Los cretenses que colonizaron Rodas lo hacían hijo de Proteo (el primer hombre). 
Era una variante del dios hitita Teshup, y a su vez derivó, con la helenización de la isla, en la figura de Zeus Atabirio, una manifestación del principal dios del panteón griego. Su animal sagrado era el toro, de cuya representación, con discos solares y otras simbologías, se han encontrado varios ejemplos en Rodas. Los robos de ganado dedicado al sol son frecuentes en las historias mitológicas, y en particular en la de Autólico y Sísifo, personaje que Robert Graves cree que podría tratarse de una evolución del mismo Atabirio.
En el templo que Altémenes construyó en el monte Atabirio (Rodas) había dos toros de bronce que, según la tradición, bramaban siempre que se avecinaba una desgracia, ahuyentando así a los malos espíritus. En Agrigento también había un templo dedicado a Zeus Atabirio, ya que esta ciudad siciliana había sido colonia de Rodas.
Había una asociación dedicada al culto de Zeus Atabirio en Rodas conocida como los «diosatarabiastas».
Plinio el Viejo afirmaba que Rodas se llamaba antiguamente Atabiria en honor de un rey.